# Robert Chinnock
Robert James (Bob) Chinnock (Wellington, 3 de julio de 1943) es un botánico australiano, que trabajó en el Herbario Estatal de Australia del Sur como biólogo senior. Se retiró en 2008, pero se mantiene tarbajando allí como investigador asociado honorario. Sus intereses de investigación incluyen al género Eremophila y sus géneros asociados, y algunas malezas de las cactáceas, especialmente las del género Opuntia, helechos australianos, y musgos.
Es autor de Eremophila and allied genera: a monograph of the plant familia Myoporaceae. (las especies en ese género se hallan hoy incluidas en la familia escrofulariáceas.)

## Algunas publicaciones
- robert Chinnock, alison b. Doley. 2011. Eremophila koobabbiensis (Scrophulariaceae), a new, rare species from the wheatbelt of Western Australia. Nuytsia R.J. Chinnock & A.B. Doley, 21(4): 157–162.

### Libros
- robert Chinnock. 2007. Eremophila and Allied Genera: A Monograph of the Plant Family Myoporaceae. Ed. ilustrada de Rosenberg Publishing, 672 p. ISBN 1877058165, ISBN 9781877058165

## Reconocimientos
- 1999-2000: botánico australiano oficial de enlace

## Epónimos
Especies
- (Asteraceae) Roebuckiella chinnockii (P.S.Short) P.S.Short[3]